# 32242 Jagota
32242 Jagota este o planetă minoră (asteroid), cu un diametru de 2,397 km, din centura de asteroizi. A fost descoperită pe 30 iulie 2000 la Experimental Test Site⁠(d) de Lincoln Near-Earth Asteroid Research. 
Obiectul prezintă o orbită caracterizată de o semiaxă mare de 2,333085 UAi, o excentricitate de 0,1, o înclinație de 7,5289 ° în raport cu ecliptica.